# Словенська туристична організація
Словенська організація туризму (СОТ) — словенське центральне національне агентство сприяння туризму, що займається одним із найуспішніших та перспективних галузей словенської економіки.
Це прогресивна та сучасна організація, що займається систематичним плануванням, розвиваючими та рекламними заходами та сучасними підхідами до позиціонування Словенії на світовій туристичній карті, зокрема, останніми роками підвищила видимість та репутацію країни.
В основі всіх заходів СОТ лежить стале зобов'язання, яке є основою позиції Словенії як зеленого, активного та здорового місця для п'ятизіркового досвіду. СОТ пишається досягненнями словенського туризму за останні роки і тим, що Словенія сьогодні є прикладом передової практики у галузі розвитку та впровадження сталого туризму на глобальному рівні. Особливу роль у цьому відіграє центральний національний інструмент сертифікації «Зелена схема словенського туризму».
Робоча програма СОТ на 2019 рік базується на стратегічній політиці розвитку та маркетингу, запропонованій Стратегією сталого зростання словенського туризму 2017—2021 років.

## Основні цілі
Основні цілі:
- Підвищення наочності та іміджу Словенії як туристичного місця під брендом «I feel Slovenia».
- Сталий ріст за рахунок тривалішого перебування протягом року (365 днів словенського туризму).
- Географічна дисперсія потоків по всій Словенії i — також підтримуючи реалізацію концепції чотирьох макро-напрямків.
- Збільшення споживання за рахунок збільшення середньої тривалості життя та збільшення продуктів з більшою доданою вартістю.
- Орієнтація на вимогливого відвідувача, який шукає якісного, різноманітного та активного досвіду.[1]

## Проєкти
СОТ здійснює низку заходів на зовнішніх ринках з метою успішного просування та збуту Словенії та переходу в одну з найбільш впізнаваних та бажаних країн. У співпраці зі словенською туристичною індустрією вона щорічно проводить численні маркетингові та комунікаційні заходи, включаючи близько 140 ділових заходів у 30 країнах, 13000 ділових зустрічей, приймає більше 200 іноземних журналістів, а також організовує важливі професійні заходи в Словенії, такі як Словенська туристична біржа та Дні словенського туризму, туристична група в рамках Стратегічного форуму Блед та Зелений день словенського туризму.
СОТ просуває Словенію як туристичний напрям за допомогою інноваційних та сучасних маркетингових інструментів та проектів у галузі цифрового контент-маркетингу. Глобальна цифрова кампанія My Way — це неабиякий успіх, центральний словенський туристичний сайт Slovenia.info надихає та інформує, а за нашим пунктом призначення в соціальних мережах Feel Slovenia слідує близько мільйона підписників.

## Подяки та нагороди
Признання та нагороди, отримані СОТ за останні роки, особливо у галузі сталого туризму, також суттєво сприяли підвищенню визнання та репутації Словенії. Ми також пишаємось міжнародними нагородами та визнаннями, отриманими словенськими туристичними напрямками та містами.
- «Словенія Віртуозо», ведуча асоціація в області розкоші і бутики індустрії туризму в світі, в серпні 2019 року оголосила гарячі призначення року.
- Два роки поспіль, у 2018 та 2019 роках, Віртуозо був висунутий Словенською туристичною організацією за присвоєний титул Віртуозної туристичної ради року.
- СОТ отримала чотири золоті та дві срібні нагороди від The Golden City Gate на ITB Berlin 2019 у галузі рекламних та комунікаційних засобів в туризмі.
- Словенія отримала нагороду «Сталі дестинації 2018» у категорії «Кращий планети — Найкращий з Європи» на ITB Berlin 2018 . Дестинації з логотипом Slovenia Green Destination в Словенській туристичній схемі є переможцями категорії «Кращий з Європи» в рамках Глобальної нагороди «Топ-100 сталих напрямків».
- Словенія здобула престижне звання європейського гастрономічного регіону 2021 року.
- Кампанія «Здорова вода» отримала престижні WTM International Travel & Tourism Awards 2018 у категорії «Кращий у оздоровчому стані».
- На туристичній біржі ITB Berin 2017 Словенія отримала видатне визнання National Geographic про переможця Всесвітньої спадщини за лідерство за допомогою системи управління стійким призначенням.
- У 2016 році Словенія була оголошена першою в світі Зеленою країною на «Всесвітній день зелених напрямків».[1]